# Ein Bokek
Ein Bokek (in ebraico עין בוקק‎?) è una località israeliana sulle rive del Mar Morto.

## Storia
Gli scavi archeologici hanno messo in luce una fabbrica di cosmetici e di fanghi terapeutici, attiva dal I secolo a.C. al I secolo d.C.. L'edificio, fondato presumibilmente da Erode, comprendeva stanze per la lavorazione e la vendita dei prodotti, che sfruttavano le sostanze bituminose del Mar Morto.
Nella fortezza romana, rinvenuta nella stessa zona, sono stati rinvenuti mortai e tracce di sostanze che indicano una continuità della produzione nei secoli del tardo Impero.

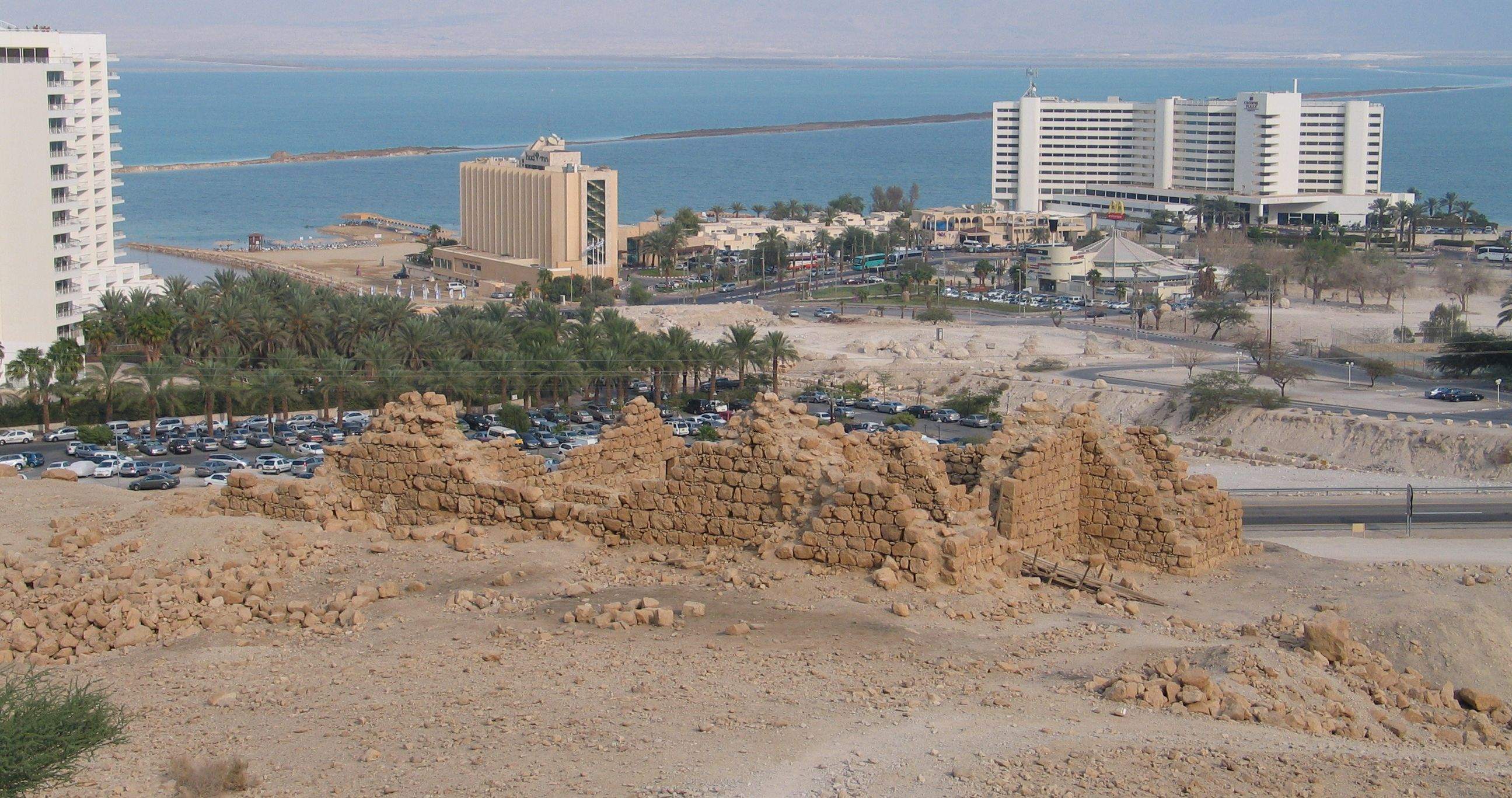
Metzad Bokek che sovrasta il distretto degli hotel e il Mar Morto